# Right Round
«Right Round» es una canción del álbum R.O.O.T.S. de Flo Rida, interpretada con la entonces poco conocida cantante Kesha, la cual posteriormente se haría muy famosa con varios éxitos por año. Fue número uno durante seis semanas en Billboard Hot 100, siendo así este su segundo número uno en dicha lista, tras su primer sencillo Low que interpretó junto con T-Pain. Llegó también al número uno en Australia, Canadá, Irlanda y Reino Unido. Esta canción está inspirada en el sencillo de 1984 de Dead or Alive "You Spin Me Round (Like a Record)". La canción fue utilizada durante el Miss Universo 2009. En la película Alvin y las ardillas 2 la cantan. También aparece al final de la película The Hangover.

## Posicionamiento
| Listas                 | Posiciones |
| ---------------------- | ---------- |
| Brasil Hot 100         | 4          |
| Canadian Hot 100       | 1          |
| U.S. Billboard Hot 100 | 1          |
| U.S. Billboard Pop 100 | 1          |